# The Wise Man's Fear
The Wise Man's Fear (O Medo do Homem Sábio, em Portugal, O Temor do Sábio do Brasil) é o segundo livro da saga The Kingkiller Chronicle, escrita por Patrick Rothfuss. Ele foi publicado em 1 de março de 2011 nos EUA e em 24 de novembro no Brasil, pela editora Arqueiro.

## Enredo
O protagonista Kvothe continua a narrativa que começou no livro O Nome do Vento, quando seu eu jovem continua sua educação na prestigiada Universidade. Lá, ele entra em conflito com Ambrose, um membro na nobreza local, e precisa interromper seus estudos por um período, já que não consegue pagar a alta taxa de matrícula estabelecida pelo conselho de professores.
Por ser dotado de uma magnífica habilidade musical, Kvothe decide viajar em busca de um mecenas, para conseguir ganhar dinheiro e terminar os estudos na Universidade. Para isso, ele viaja até Vintas e logo se envolve com a política da corte. Lá, ele conhece um senhor da nobreza que o leva para conhecer o grande Maer Alveron, que poderia patrocinar sua música. Não sabia Kvothe que, ao conhecer o Maer, ele teria a sorte de salvá-lo da morte por envenenamento, o que acabaria concedendo a ele grande prestígio com o nobre. Após este incidente, o Maer o manda à floresta para caçar e dar fim a bandidos que estavam roubando o dinheiro de impostos em emboscadas.
Ao longo do caminho, Kvothe passa por uma série de aventuras, que marcam para sempre sua jornada. Em uma delas, ele tem um encontro fantástico com Feluriana, uma criatura encantada à qual nenhum homem jamais pôde resistir ou sobreviver – até agora. Ele também conhece um guerreiro ademriano que o leva a sua terra, um lugar de costumes muito diferentes, onde vai aprender a lutar como poucos e conhecer a filosofia da Lethani.
De volta a Severen, reino do Maer, Kvothe o entrega de volta o dinheiro roubado e passa a viver na corte. No entanto, é revelado que Kvothe pertence aos Edena Ruh, um povo de poucos recursos, que não é bem visto por parte da sociedade. Essa descoberta lança uma grande ira na esposa do Maer e ela, por sua vez, força o marido a mandar Kvothe embora de suas terras, apesar dos seus serviços inegáveis. Ele parte com dinheiro que cobre todas as despesas na universidade e um mandado de desempenho do Maer. De volta à Universidade, Kvothe finalmente atinge estabilidade financeira para continuar seus estudos.

## Recepção
O livro foi um sucesso crítico e comercial, estreando no topo da lista do New York Times Fantasy. Ele também alcançou o topo da lista de ficção da Hardcover do New York Times cerca de três semanas após seu lançamento. O autor George R.R Martin disse que "The Wise Man valeu a pena esperar. Eu engoli-lo para baixo em um dia, fiquei acordado até quase à leitura da madrugada, e já estou ansioso para a próxima. Ele é bom, esse cara Rothfuss." Locus afirmou que "The Wise Man pulou fora cada página, seja qual for a configuração e as circunstâncias." A revisão do Publisher's Weekly afirmou que "o mais simples e lírico como uma canção do aventureiro alaúde e arcanista de Kvothe, esta sequela hipnotizante da estreia de Rothfuss de 2007 é uma obra imponente de fantasia." Em contraste, a avaliação do SFReviews.net descreveu o livro como "sinuosa", "indisciplinados" e "monótono", produto do hype excessivo, afirmando: "Alguns são interessante. Alguns são francamente tedioso. Em nenhum momento o livro obter adrenalina pulsante. Em nenhum momento você está na ponta da cadeira, lançando páginas em antecipação sem fôlego do que está por vir".